# Jorge Daniel Martínez
Jorge Daniel Martínez (Montecarlo (Misiones), 20 de junho de 1973) é um ex-futebolista argentino que atuava como defensor.

## Carreira
Jorge Daniel Martínez integrou a Seleção Argentina de Futebol na Copa América de 1997.